# B. B. D. Bagh
B.B.D. Bagh，旧名达尔豪西广场，是印度加尔各答中央商务区的一部分。

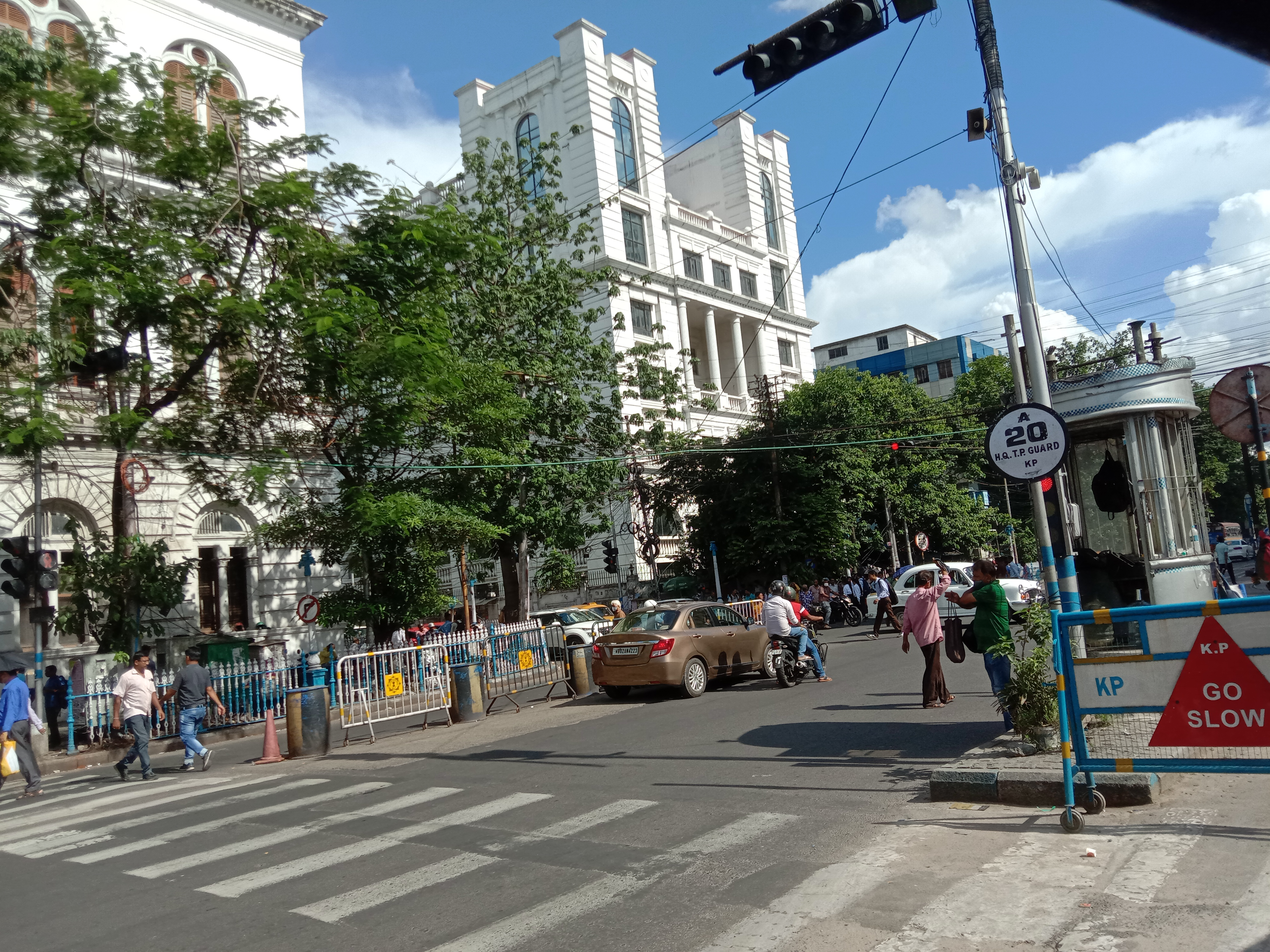
BBD Bagh, Bakultala

## 名称起源
B.B.D. 代表3名印度自由战士：Benoy Basu、Badal Gupta和Dinesh Gupta，于1930年12月8日被监狱的检察长NS 辛普森枪杀于当时Dalhosie 广场上作家大厦的阳台。
旧名达尔豪西广场，得名于印度总督达尔豪西侯爵（1847 -1856）。

## 地理
B.B.D. Bagh区域位于加尔各答中区的西部，邻近胡格利河，是一个环绕古老的Lal Dighi池塘建造的广场 。

## 重要性
B. B. D. Bagh一直被认为是加尔各的心脏，许多著名的建筑设有重要的商业机构和银行都位于此处。作家大厦是西孟加拉邦政府所在地，皇家交易所（一度是罗伯特·克莱武住宅，现在是孟加拉工商业联合会办公楼）、加尔各答邮政总局、电话局、圣约翰教堂都位于广场附近。该地被当地人称为办公室的地方。大批每天往返于加尔各答的通勤者每天从附近地方来此谋生。
圣约翰教堂的院子里有“加尔各答的奠基人”约伯·查诺克的陵墓，据推测是加尔各答最古老的石刻。
广场以一整天向“办公室先生”出售现成的廉价食品著称，所有官员和职员都在办公楼工作。不过到夜间，这个区变得异常安静，因为这里几乎没有住宅楼。

## 遗产建筑
达尔豪西广场被世界纪念碑基金会公布为世界100处濒危古迹之一。.